# بيدافينا
بيدافينا (بالإيطالية: Pedavena)‏ هي بلدية في مقاطعة بلونة في منطقة فنيتة الإيطالية، تقع على بعد 70 كيلومترًا (43 ميلًا) شمال غرب مدينة البندقية و30 كيلومترًا (19 ميلًا) جنوب غرب بلونة.